# Автоматичне керування за допомогою ЕОМ

Автоматичне керування складними об’єктами за допомогою ЕОМ функціонує у такий спосіб.
На вхід ЕОМ  від датчиків (Ді) надходить вимірювальна інформація про поточні значення вихідних величин Y1,…,Yn об’єктів управління. Після перетворення сигналів з безперервних у дискретні (Б/Д) аналог-код ЕОМ обробляє ці сигнали уi згідно з вибраним законом (алгоритмом) управління для отримання командної інформації хi, яка після зворотного перетворення (Д/Б) подається через виконавчі механізми (ВМ) на входи об’єктів Х1, ..., Xn.
Перетворювачі безперервних величин у дискретні (цифрові), і навпаки, роблять багатоканальними з використанням комутатора (КОМ), який послідовно оббігає датчики (або ВМ). Поширений принцип синхронного зв’язку ЕОМ з об’єктами, при якому процес управління розбивається на періоди (цикли) рівної тривалості такт-імпульсами від електронного таймера (Т).
На початку чергового циклу, з приходом такт-імпульсу на пристрій переривання (ПП), відбувається оббігаюче опитування датчиків (з перетворенням сигналів в цифрову форму) і введення цифрових сигналів у оперативну пам’ять ЕОМ. По відношенню до окремого датчика його вихідний безперервний сигнал квантується за рівнем і за часом.
Після введення вимірювальної інформації yi в пам’ять, ЕОМ обчислює керуючі команди xi, і видає їх на управління. Безпосереднє цифрове управління має місце при подачі команд (через ВМ) на вхід об’єкта.
Для складних технологічних процесів команди управління від ЕОМ подаються на зміну завдань локальних САР (і, можливо, на установку оптимальних настройок регуляторів локальних САР). При такій структурі працездатність системи управління зберігається і при відмовах ЕОМ.
Крім розглянутої роботи ЕОМ в замкненій системі управління (за відхиленням), можливе управління по розімкненій схемі за принципом програмного управління (ЕОМ виробляє програму команд xi на вході об’єкта без поточних вимірювань вихідних величин yi і в режимі  "порадника" видає оператору команди).
ЕОМ надзвичайно ефективна при реалізації будь-яких алгоритмів управління, іншими словами, ЕОМ – універсальний регулятор, що змінює закони регулювання шляхом заміни програми алгоритму.